# Ablecti
Ablecti was een term voor de reserveafdeling in het Romeins leger.
Zolang er socii in het Romeinse leger waren, werden daaruit behalve de extraordinarii nog een halve cohors voetvolk (168 man) en een turma ruiterij (40 man) gekozen (adlegere), om in moeilijke omstandigheden door de veldheer te worden gebruikt. Er waren alzo ablecti pedites en equites.

## Referentie
- art. ablecti, in F. Lübker - trad. ed. J.D. Van Hoëvell, Classisch Woordenboek van Kunsten en Wetenschappen, Rotterdam, 1857, p. 2.